# Elisabeth Winterhalter

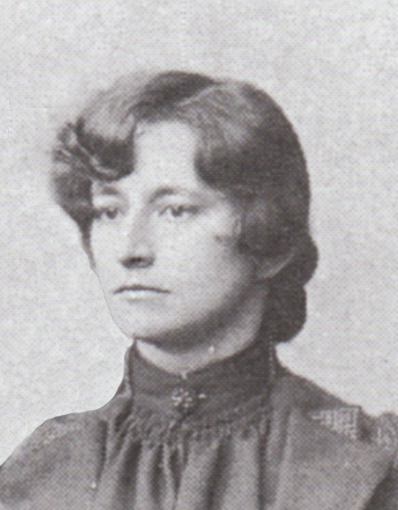
Elisabeth Winterhalter, 1886.

Elisabeth Hermine Winterhalter, född 17 december 1856 i München, död 12 februari 1952 i Hofheim am Taunus, var en tysk läkare.

## Utbildning
Winterhalter var dotter till läkaren Georg Winterhalter och Elisabeth von Garr, och det yngsta barnet i en syskonskara på tretton. Hon utbildade sig till grundskollärare 1874 och utövade yrket i stadsdelen Schwabing i München innan hon 1884 inledde sina medicinstudier vid Zürichs universitet. Efter studierna vid universiteten i Zürich och Bern avlade det schweiziska statliga läkarprovet och blev färdig läkare 1889. I Zürich träffade hon sin blivande livskamrat, den schweiziske målaren Ottilie Roederstein. Därefter följde studier i gynekologi och kirurgi för professor Pierre-Constant Budin på Hôpital de la Charité i Paris och för Robert Ziegenspeck i München samt i gynekologisk massage för Thure Brandt i Stockholm.

## Karriär
På grund av sitt kön förvägrades Winterhalter tysk läkarlicens och började därför arbeta som assistent till två manliga läkare, en gynekolog och en kirurg, i Frankfurt. I början av sin yrkesverksamhet inrättade hon en klinik för kvinnor. År 1895 blev först i Tyskland med att utföra laparotomi.
Samtidigt ägnade hon sig åt forskning. I sin första och enda artikel, publicerad 1896, hävdade hon att människans äggstockar innehåller nervceller, något som starkt ifrågasattes av andra forskare. Hennes fynd kunde inte definitivt bekräftas förrän ett sekel senare.
Winterhalter fick avlägga det tyska statliga provet i Heidelberg och blev licensierad läkare 1904. Redan 1911 slutade hon dock, på grund av dålig hälsa, praktisera medicin och flyttade tillsammans med Ottilie Roederstein, som hon hade bott ihop med i Frankfurt, till Hofheim am Taunus i Hessen.

## Sociala insatser
Vid sidan av medicinen intresserade sig Winterhalter även för kvinnorättsfrågor, särskilt för utbildning. I Frankfurt var hon ledare för den lokala kvinnoföreningen samt grundade, tillsammans med Ottilie Roederstein, en gymnasieskola för flickor. Skolan började sin verksamhet våren 1901 med 20 elever.